# Árni Arason
Árni Gautur Arason (Reykjavik, 7 mei 1975) is een IJslands voetballer die in zijn profcarrière als doelman speelde. Zijn laatste club was Lierse SK.

## Clubcarrière
Na drie jaar in de Úrvalsdeild maakte Árni in 1998 de overstap naar de toenmalige Noorse kampioen Rosenborg BK. Hij bleef daar vijf jaar en werd ieder seizoen kampioen van de Tippeligaen. In 2000 kreeg hij de Kniksenprijs voor "doelman van het jaar". In 2003 haalde Manchester City FC hem binnen als vervanging voor David James. Árni kwam maar twee keer in het spel. Na dit seizoen werd hij verkocht aan Vålerenga IF voor drie jaar. In 2005 werd hij voor de zesde keer kampioen van Noorwegen. In maart 2008 ging Árni voor het Zuid-Afrikaanse Thanda Royal Zulu spelen. Al in de zomer van dat jaar keerde hij voor drie seizoenen terug naar het Noorse Odd Grenland. In januari 2011 tekende hij in België bij Lierse SK.

## Interlandcarrière
Zijn eerste interland voor IJsland was in 1998 bij een vriendschappelijke wedstrijd tegen Letland, die IJsland met 4-1 won. Sindsdien speelde hij 71 interlands voor IJsland. Daarmee staat hij negende op de lijst van spelers met de meeste wedstrijden voor IJsland. Árni behoort nog steeds tot de selectie van het IJslands voetbalelftal, maar hij speelde sinds 2007 alleen nog in vriendschappelijke wedstrijden.

## Erelijst

### Rosenborg BK
- Kampioen van de Tippeligaen: 1998, 1999, 2000, 2001, 2002
- Beker van Noorwegen: 1999

### Vålerenga IF
- Kampioen van de Tippeligaen: 2005

## Statistieken
| Seizoen                                         | Club               | Competitie            | Wedst | Goals |
| ----------------------------------------------- | ------------------ | --------------------- | ----- | ----- |
| 1994-96                                         | ÍA Akranes         | Úrvalsdeild           | 6     | 0     |
| 1996-97                                         | Stjarnan Garðabær  | Úrvalsdeild           | 18    | 0     |
| 1998-03                                         | Rosenborg BK       | Tippeligaen           | 81    | 0     |
| 2003/04                                         | Manchester City FC | Premier League        | 3     | 0     |
| 2004-07                                         | Vålerenga IF       | Tippeligaen           | 68    | 0     |
| 2007-2008                                       | Thanda Royal Zulu  | Premier Soccer League | 6     | 0     |
| 2008-2010                                       | Odd Grenland       | Tippeligaen           | 70    | 0     |
| 2010/11                                         | Lierse SK          | Jupiler Pro League    | 2     | 0     |
| Totaal                                          | Totaal             | Totaal                | 254   | 0     |
| Tabel voor het laatst bijgewerkt op 01-05-2011. |                    |                       |       |       |